# زلزال وتسونامي توهوكو 2011

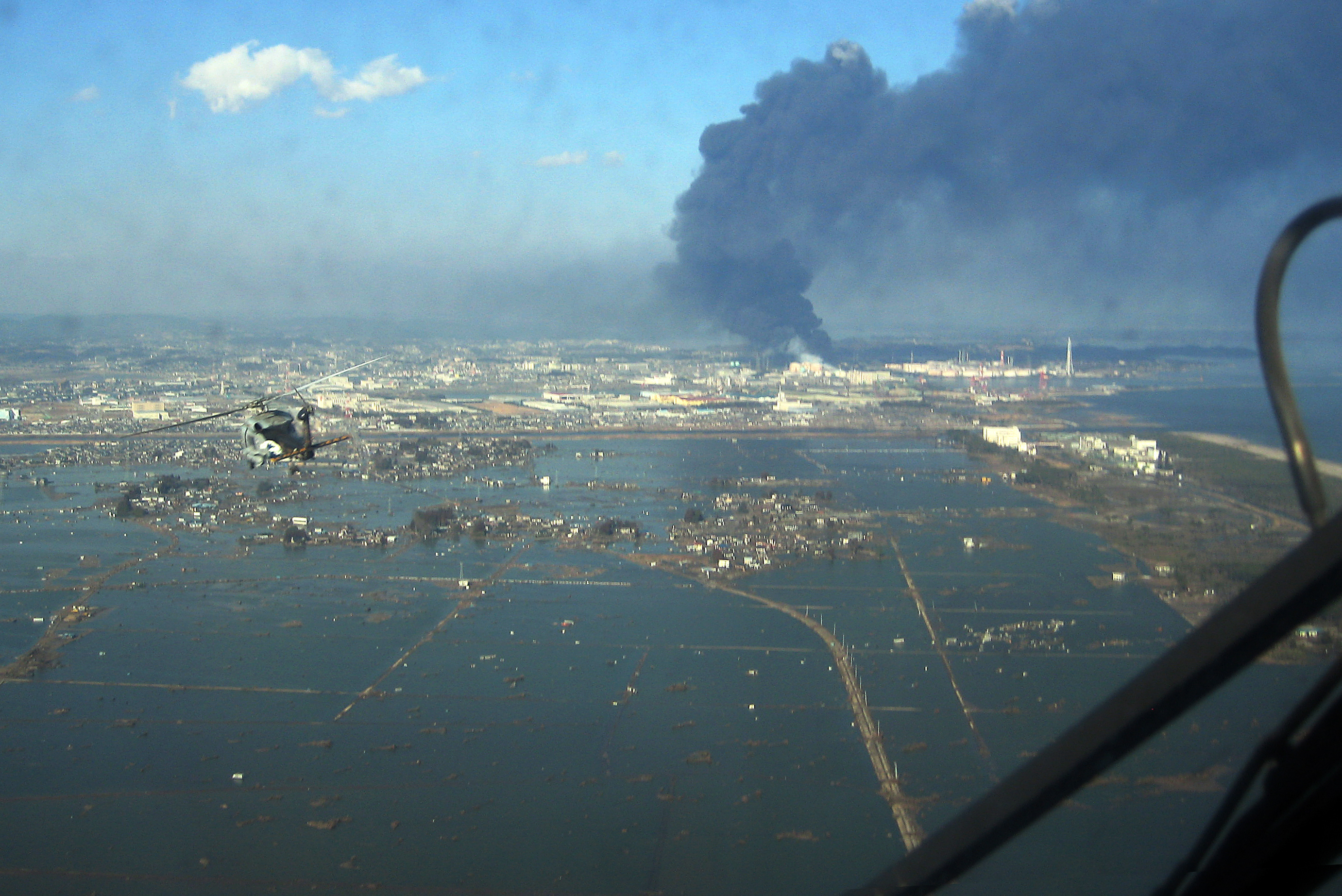
صورة من الجو لحادث تسونامي 2011

زلزال وتسونامي توهوكو 2011 زلزال عنيف بلغ 8.9 على مقياس العزم الزلزالي، قبالة سواحل شرق اليابان يوم 11 مارس 2011 ونجم عنه موجات تسونامي في المحيط الهادي، تقع مركز الزلزال السطحي 373 كم شمال شرق العاصمة طوكيو و130 كيلا شرق مدينة سنداي. كما نجم عن الزلزال أكثر من ألف قتيل ومفقود وتدمير مطار سنداي في اليابان وتسجيل أعلى نسبة من الخسائر في الممتلكات وتدمير للبنية التحتية وفي المحطات النفطية والمحطات النووية وتوقفها عن العمل وكالة الطاقة: إغلاق محطات نووية قرب منطقة الزلزال في اليابان.</ref>. ويعد هذا الزلزال أعنف الزلزال في تاريخ اليابان منذ بدء توثيق سجلات الزلازل قبل 140 عاما.
وسبق هذا الزلزال بيومين زلزال هونشو في ذات الموقع تقريبا وبقوة 7. على مقياس العزم الزلزلي.

## مركز الزلزال السطحي
الساعة 14,46 (05,46 بتوقيت غرينتش) على عمق 24,4 كلم وعلى بعد مئة كلم تقريبا قبالة سواحل ميجي. الزلزال الذي وقع في المحيط الهادى يعد الأعنف من نوعه حيث بلغت قوته 9.0 على مقياس ريختر يضرب سواحل اليابان وإن كانت معظم معاهد الرصد الدولية أكدت على أن قوة الزلزال هي ( 8.9) على مقياس ريختر.
قال المعهد الإيطالي للجيوفيزياء ودراسات البراكين إن الزلزال الذي ضرب اليابان أدى على ما يبدو إلى إزاحة محور دوران الأرض عشرة سنتمترات. vv
وهو على شكل موجات مستعرضة

## التسونامي
قام هذا الزلزال برفع مستوى البحر لدى الشاطئ إلى ارتفاع 10 أمتار نتيجة كمية المياه الهائلة القادمة من عرض المحيط باتجاه الشاطئ الياباني، ومن المحتمل أن يرتفع مستوى البحر بسبب هذا الزلزال عند سواحل 25 دولة واقعه ضمن منطقة الخطر في المحيط الهادئ. [بحاجة لمصدر]

### اليابان
كان الإنذار الصادر عن وكالة الأرصاد الجوية اليابانية بأمواج تسونامي هو الأشد على مقياسه التحذيري؛ صنف على أنه «تسونامي كبير» يبلغ ارتفاعه 3 أمتار على الأقل. تباين التنبؤ بالارتفاع الفعلي، إذ حصت محافظة مياغي اليابانية أعلى ارتفاع لأمواج تسونامي بلغ 6 أمتار. أغرق التسونامي مساحة إجمالية تبلغ نحو 561 كيلومترًا مربعًا في اليابان.
وقع الزلزال على بعد نحو 67 كيلومترًا من أقرب نقطة على الساحل الياباني، في تمام الساعة 5:46 (حسب التوقيت العالمي المنسق، و14:46 حسب التوقيت الياباني الرسمي)، وتشير التقديرات الأولية إلى أن التسونامي كان سيستغرق من 10 إلى 30 دقيقة للوصول إلى المناطق التي تأثرت أولًا، ومن ثم المناطق الأبعد شمالًا وجنوبًا استنادًا إلى جغرافية الشريط الساحلي. في تمام الساعة 15:55 حسب التوقيت الياباني الرسمي، شوهد التسونامي وهو يغرق مطار سنداي، الواقع بالقرب من ساحل محافظة مياغي، مع أمواج تجرف معها السيارات والطائرات وتغمر العديد من المباني أثناء توجهها نحو الداخل. صورت مروحية تابعة لهيئة الإذاعة اليابانية تأثير التسونامي على مطار سينداي وما حوله، مصوّرة عددًا من المركبات على الطرق المحلية محاولة الفرار من الموجة الوشيكة التي تكاد تجتاحها. ضرب تسونامي ارتفاعه 4 أمتار محافظة إيواته. تلقى حي واكاباياشي-كو في سينداي أعتى الضربات. ضربت الموجة ما لا يقل عن 101 موقع إجلاء من خطر التسونامي.
كما حدث في زلزال وتسونامي المحيط الهندي 2004، فإن الضرر الناجم عن ارتفاع منسوب المياه، برغم أنه كان محليًا أكثر، كان أشد فتكًا وتدميرًا من الزلزال ذاته. دمرت بلدات بأكملها في المناطق التي ضربتها أمواج تسونامي في اليابان، بما في ذلك 9500 مفقود في بلدة ميناميسانريكو. كانت قد انتشلت ألف جثة من المدينة بحلول 14 مارس 2011.
من بين العوامل التي تسببت في ارتفاع عدد الوفيات هو شدة قوة المياه غير المتوقعة. بنيت حوائط للحماية من خطر التسونامي في عدة مدن ولكنها كانت أقل ارتفاع بكثير من الأمواج. فضلًا عن ذلك، كثير من الأشخاص الذين وصل إليهم خطر التسونامي ظنوا أنهم كانوا على ارتفاع كافٍ ليبقيهم آمنين. وفقًا للجنة خاصة لمنع الكوارث عينتها الحكومة اليابانية، فإن سياسة الحماية من أمواج تسونامي كان المقصود منها التعامل فقط مع حوادث التسونامي التي تحدث بشكل متكرر. أشارت اللجنة إلى أن السياسة المقبلة ينبغي أن توفر الحماية تجاه أعلى تسونامي ممكن الحدوث. وذلك لأن جدران الحماية من خطر التسونامي قد تم تجاوزها، اقترحت اللجنة أيضًا، إلى جانب بناء جدران أطول للحماية من خطر التسونامي، تعليم المواطنين كيفية إخلاء أي منزل في حال حدوث تسونامي واسع النطاق.
دمرت أجزاء كبيرة من كوجي والجزء الجنوبي من أوفوناتو بما في ذلك منطقة الميناء بالكامل تقريبًا. تعرضت أيضًا مدينة ريكوزنتاكاتا إلى دمار كبير حيث بلغ ارتفاع التسونامي ارتفاع ثلاثة طوابق. تعرضت مدن أخرى إما للدمار أو الضرر الشديد ومنها كامايشي وميياكو وأوتسوشي ويامادا (في محافظة إيواته) ونامي وسوما وميناميسوما (في محافظة فوكوشيما) وشيشيغاهاما وهيغاشيماتسوشيما وأوناغاوا وإيشينوماكي وكيسين-نوما (في محافظة مياغي). شوهدت أشد آثار التسونامي على امتداد 670 كيلومترًا من الساحل ممتدًا من إيريمو، هوكايدو، في الشمال إلى أواراي، إيباراكي، في الجنوب، حيث حصل معظم الدمار في تلك المنطقة في الساعة التي تلت الزلزال. بالقرب من أوراي، التقط الناس صورًا لدوامة مائية ضخمة تولدت بسبب التسونامي. جرفت أمواج تسونامي الجسر الوحيد المؤدي إلى مياتوجيما، مياغي، وعزلت سكان الجزيرة البالغ عددهم 900 نسمة. ضربت أمواج تسونامي بارتفاع مترين محافظة شيبا بعد وقوع الزلزال بحوالي ساعتين ونصف، مما تسبب في أضرار جسيمة لمدن مثل آساهي.
في 13 مارس عام 2011، نشرت وكالة الأرصاد الجوية اليابانية تفاصيل عن مشاهدات التسونامي المسجلة حول الشريط الساحلي لليابان في أعقاب الزلزال. شملت تلك المشاهدات قراءات لأمواج تسونامي بلغ أقصى ارتفاع لها 3 أمتار في المواقع والأوقات التالية في 11 مارس من العام 2011، عقب الزلزال الذي وقع في الساعة 14:46 حسب التوقيت الياباني الرسمي:
- الساعة 15:12 خارج كامايشي – 6.8 متر.
- الساعة 15:15 أوفوناتو - 3.2 متر أو أعلى.
- الساعة 15:20 إيشينوماكي-شي أيوكارا – 3.3 أمتار أو أعلى.
- الساعة 15:21 مياكو – 4 أمتار أو أعلى.
- الساعة 15:21 كامايشي – 4.1 متر أو أعلى.
- الساعة 15:44 إريمو-شو شويا – 3.5 أمتار.
- الساعة 15:50 سوما – 7.3 أمتار أو أعلى.
- الساعة 16:52 – أوراي – 4.2 متر.

تأثرت مناطق كثيرة أيضًا بأمواج وصل ارتفاعها بين متر وثلاثة أمتار، وتضمنت النشرة الصادرة عن وكالة الأرصاد الجوية اليابانية تجذيرًا مفاده أن «في بعض أجزاء السواحل، قد تكون موجات التسونامي أعلى من تلك التي ترصد في مواقع المراقبة». تراوح توقيت أولى قراءات التسونامي القصوى المسجلة بين 15:12 و15:21، بين 26 و35 دقيقة بعد وقوع الزلزال. تضمنت النشرة أيضًا تفاصيل أولية عن رصد التسونامي، فضلًا عن خرائط أكثر تفصيلًا للشريط الساحلي المتأثر بموجات التسونامي.
أبلغت هيئة الأرصاد الجوية أيضًا عن على أمواج عرض البحر سجلته عن طريق القياس عن بعد باستخدامات طوافات تحمل أجهزة أنظمة تموضع عالمي (جي بي إس)، وكانت كالتالي:
- ميناء هاتشينوه - 5-6 أمتار
- منطقة ميناء هاتشينوه - 8-9 أمتار
- ميناء كوجي - 8-9 أمتار
- ميناء كامايشي - 7-9 أمتار
- ميناء أوفوناتو - 9.5 أمتار
- منطقة ميناء أوفوناتو - 24 مترًا
- ميناء أوناغاوا البحري - 15 مترًا
- ميناء إيشينوماكي - 5 أمتار
- منطقة شيوغاما في ميناء شيوغاما – سنداي – 4 أمتار
- منطقة سنداي في ميناء شيوغاما - سنداي - 8 أمتار
- منطقة مطار سنداي - 12 مترًا

سجل التسونامي الذي ضرب خليج ريوري، أوفوناتو ارتفاعًا قدره 40.1 مترًا. تناثرت معدات الصيد في المنحدر أعلى الخليج. في تارو، إيواته، بلغ ارتفاع التسونامي 37.9 أمتار أعلى منحدر جبل يبعد عن الشريط الساحلي نحو 200 متر. أيضًا، بلغ التسونامي على منحدر جبل مجاور يبعد 400 متر من ميناء أنيوشي للصيد في مياكو، إيواته، جامعة طوكيو للعلوم والتكنولوجيا البحرية، ارتفاعًا قدره 78.9 أمتار. يعتبر هذا الارتفاع رقمًا قياسًا في تاريخ اليابان، إذ إنه تجاوز الارتفاع البالغ 38.2 أمتار الذي وقع في عام 1896 عندما ضرب زلزال ميجي – سانريكو. قدر أيضًا أن التسونامي بلغ ارتفاعات تصل إلى 4.5 مترًا في مياكو بمحافظة إيواته في توهوكو. المناطق الغارقة تماثل تقريبًا تلك التي ضربها تسونامي سانريكو عام 869.
توصلت دراسة أجرتها الحكومة اليابانية إلى أن 58% من سكان المناطق الساحلية في محافظات إيواتيه، ومياغي، وفوكوشيما استجابوا لتحذيرات تسونامي بعد الزلزال مباشرة واتجهوا إلى مناطق أعلى ارتفاعًا. من بين أولئك الذين حاولوا الفرار بعد سماع التحذير، 5 بالمائة فقط منهم أغرقتهم أمواج التسونامي. من بين أولئك الذين لم يستجيبوا للتحذير، ضربت المياه 49 منهم.
كان لتأخر عمليات الإجلاء التي حصلت استجابة للتحذيرات عدد من الأسباب. إن الارتفاع الذي سجله التسونامي والذي كان متوقعا في مستهل الأمر من خلال نظام الإنذار بالتسونامي، كان أقل من الارتفاع الحقيقي للتسونامي؛ أدى ذلك الخطأ إلى تأخر إجلاء بعض السكان. نشأ ذلك التضارب على النحو التالي: إذ إنه من أجل إنتاج تنبؤ سريع بارتفاع أمواج التسونامي وبالتالي توفير تحذير في الوقت المناسب، التحذير الأولي من الزلزال والتسونامي الذي أصدر على أساس الحدث، تم على أساس حسابات تتطلب حوالي ثلاث دقائق فقط للقيام بها.

## انفجارات وإشعاعات نووية
تحدث موقع قناة الجزيرة على الشبكة العالمية عن حدوث انفجار نتجت عنه انهيارات في سقف وجدران مبنى في مفاعل نووي بفوكوشيما)240 كيلو متر شمال طوكيو (مما أدى إلى إصابة بعض العاملين به وإجلاء الآلاف من السكان في محيط المفاعل. وقالت وسائل إعلام يابانية أن النشاط الإشعاعي قد صار أكبر بعشرين مرة من المستوى الطبيعي في موقع فوكوشيما.
سبق ذلك إطلاق الحكومة اليابانية -صباح اليوم التالي لحدوث الزلزال- تحذيراً من وقوع انصهار في مفاعل فوكوشيما الذي تعرض للتدمير بسبب الزلزال، فيما أعنلت الحكومة اليابانية حالة الطوارئ في محطة نووية ثانية. وقد ثارت مخاوف بشأن تسرب بخار مشع من محطة فوكوشيما بسبب ارتفاع الضغط داخلها بعد أن دمر الزلزال حسبما يظهر إمدادات الكهرباء والمياه وتعطلت أنظمة تبريد المحطة.
وقد قرر رئيس الوزراء الياباني ناوتو كان توسيع عمليات الإخلاء حول المحطة إلى دائرة نصف قطرها 20 كم وسط احتمال تسرب إشعاعي. كما تسبب الزلزال في إغلاق محطات للطاقة النووية ومصاف نفطية واشتعلت النار في مصفاة، وقد عرضت لقطات تلفزيونية حريقا هائلا في منطقة ساحلية قرب سينداي. وأغلقت مصانع للسيارات والإلكترونيات ولحقت أضرار كبيرة بعدد من الطرق وانقطعت الكهرباء عن ملايين المنازل والشركات وأغلقت عدة مطارات بينها مطار ناريتا في طوكيو وتوقفت خدمات السكك الحديدية وأغلقت جميع الموانئ.

## وصلات خارجية
- تسونامي اليابان بالصور بي بي سي العربية.
- ارتفع حصيلة قتلى في اليابان إلى 6400 ونحو 10259 ضمن المفقودين

## اقرأ أيضا

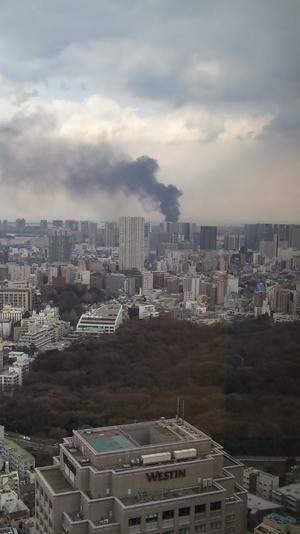
تصاعد الدخان في طوكيو على أثر الزلزال.

- تسونامي